# Подлесный, Дмитрий Семёнович
Дмитрий Семёнович Подлесный (1928, Харьков) — советский футболист, нападающий, тренер. Мастер спорта СССР.
Начинал играть в Харькове. В 1952—1955 годах выступал за ОДО (Тбилиси), в 1956—1957 годах играл за армейскую команду Одессы в первенстве КФК, в 1958—1962 — в классе «Б». Завершал выступления в командах «Ниструл» Бендеры (1963) и «Авангард» Жёлтые Воды (1964).
Полуфиналист Кубка СССР 1959/60.
Окончил киевскую школу тренеров. Работал тренером в «Авангарде» (1965), СКА Одесса (1966—1967).